# ちょっとザワつくイメージ調査 もしかしてズレてる?
『ちょっとザワつくイメージ調査 もしかしてズレてる?』（ちょっとザワつくイメージちょうさ もしかしてズレてる）は、関西テレビ制作フジテレビ系列（テレビ大分・テレビ宮崎を除く）にて2017年1月23日から12月25日まで毎週月曜日 22:00 - 22:54（JST）に放送されていたトークバラエティ番組である。略称は『もしズレ』。

## 概要
本番組は1996年4月15日から2016年12月26日まで20年9ヶ月に渡って放送された『SMAP×SMAP』（関西テレビ・フジテレビ共同制作）の後番組として2017年1月23日から放送を開始した。これは同番組のSMAPが解散するにあたり、番組そのものが2016年12月に終了する運びとなったことによる。
レギュラー化される前には本番組の原型となる特別番組が4度放送されており、第1弾は2014年1月3日に『ファイトグラフ2014』として放送された。第1弾の放送から1年9ヶ月後の2015年10月6日に『芸能人が勇気を出して世間のイメージと対決! ズレ↓オチ』という番組タイトルで第2弾が放送され、それが好評だったことから2016年1月3日に第3弾を、半年後の同年7月5日に第4弾がそれぞれ放送された。
特番第1弾ではフットボールアワーの後藤輝基と関ジャニ∞の丸山隆平と横山裕がMCを担当し、後藤の相方の岩尾望はパネラーとして出演したが丸山はこれ以降は出演せず、特番第2弾からは新たに田中みな実がMCとして加わり、フットボールアワーと横山は続投となった。しかし、レギュラー化にあたり出演者が変更され、フットボールアワーと田中は続投となった一方で横山は降板となり、横山に代わって新たにDAIGOがMCとして出演することになった。さらにレギュラーパネラーには特番第1弾と第3弾にゲストで出演経験のあるハリセンボン（箕輪はるか・近藤春菜）と特番での出演経験がないおぎやはぎの小木博明とmireiが新たに加わった。なお、田中が関西テレビ制作の番組でMCを務めるのは本番組が初めてとなる。
ちなみに特番時代（第2弾除く）に出演していた横山と特番第1弾に出演していた丸山は本番組開始後の2017年10月30日から本番組と同時間で放送開始されたTBS製作で関ジャニ∞をメインとした『裏番組』に出演していた。
また、特番時代に関西テレビとの共同制作で参加していたフジテレビは共に共同制作から外れ、本番組から関西テレビ単独制作となり、月曜22時台バラエティ枠としては『三枝の愛ラブ!爆笑クリニック』以来32年ぶり、ドラマ枠を含めると1996年3月終了の『いい日旅立ち〜4つの卒業〜』以来21年ぶりとなる。
レギュラー開始から2017年2月27日放送分までは特番時代及び番組コンセプト同様「イメージ調査」に特化した番組内容となっていたが翌週（3月6日）放送分以降は芸能人の私生活などに密着したり私生活を覗き見るといった番組コンセプトである「イメージ調査」からは全く関係のないVTRを中心とした内容がメインとなっていき、番組コンセプトの「イメージ調査」はこの週以降は実施されなくなった。
視聴率についても本番組が「SMAP×SMAP」の番組のウリだった「音楽と笑いの融合」の路線を捨てたことで、レギュラー放送後の視聴動向が注目されたが、視聴率もレギュラー放送開始当初から甚だしく低迷し、1クールでの打ち切りも囁かれたが系列キー局のフジテレビが2017年4月以降も番組が継続することを同年3月6日に発表したことで1クールでの打ち切りは免れた。その後、視聴率は高くても5％台と低迷を続けたものの7月期には8%台にまで上昇し、同年9月4日にフジテレビは「10月以降も打ち切りにはならず継続が決定した」と発表したが、結局12月25日をもって番組は終了となった。なお、最終回視聴率は4.5％であった。
打ち切りに伴い後番組には2018年1月15日から同年9月10日まで『世界の村のどエライさん』を放送した。また、レギュラー放送期間中は1度もスペシャルでの放送はなかった。

## 出演者

### MC
- 後藤輝基（フットボールアワー）
- 田中みな実（フリーアナウンサー、単発第2弾よりレギュラー版）
- DAIGO（BREAKERZ、レギュラー版より、単発は出演せず）

#### 過去のMC
- 横山裕（関ジャニ∞）[注 5]
- 丸山隆平（関ジャニ∞）[注 6]

### レギュラー出演者
- 岩尾望（フットボールアワー）
- 小木博明（おぎやはぎ）
- ハリセンボン
- mirei

## 放送リスト
| 2014年1月3日 14:30 - 16:00  | 【MC】横山裕（関ジャニ∞）、丸山隆平（関ジャニ∞）、後藤輝基（フットボールアワー） 【ゲスト】草野仁、京本政樹、坂上忍、千原せいじ（千原兄弟）、児嶋一哉（アンジャッシュ）、品川祐（品川庄司）、岩尾望（フットボールアワー）、狩野英孝、安田美沙子、嗣永桃子（Berryz工房）、ハリセンボン、高橋真麻                                          |
| 2015年10月6日 22:00 - 23:24 | 【MC】後藤輝基（フットボールアワー）、田中みな実 【ゲスト】岩尾望（フットボールアワー）、大久保佳代子（オアシズ）、大渕愛子、川田裕美、ギャル曽根、神田うの、くわばたりえ（クワバタオハラ）、坂上忍、鈴木奈々、デヴィ夫人、出川哲朗、福田萌、吉村崇（平成ノブシコブシ）                                                                  |
| 2016年1月3日 14:30 - 16:00  | 【MC】横山裕（関ジャニ∞）、後藤輝基（フットボールアワー） 【アシスタント】田中みな実 【ゲスト】いとうあさこ、岩尾望（フットボールアワー）、梅宮アンナ、梅宮辰夫、木下ほうか、草野仁、黒沢かずこ（森三中）、小峠英二（バイきんぐ）、ダレノガレ明美、馬場典子、ハリセンボン、ヒロミ、道端アンジェリカ、ロッチ 【ロケゲスト】二宮和也（嵐） |
| 2016年7月5日 21:00 - 22:48  | 【MC】横山裕（関ジャニ∞）、後藤輝基（フットボールアワー） 【アシスタント】田中みな実 【ゲスト】波瑠、田村淳（ロンドンブーツ1号2号）、テリー伊藤、神田うの、光浦靖子（オアシズ）、小峠英二（バイきんぐ）、馬場典子、ロッチ、りゅうちぇる、ダレノガレ明美、メイプル超合金、羽田圭介、岩尾望（フットボールアワー）                          |

| 1  | 01月23日 | 梅沢富美男、岡田結実、小峠英二（バイきんぐ）、鈴木奈々、トレンディエンジェル、藤田ニコル、ホラン千秋、本田朋子、メイプル超合金 | 22:15 - 23:09に放送。 （15分繰り下げ）                 |
| 2  | 01月30日 | 大久保佳代子（オアシズ）、熊切あさ美、久本雅美、平野ノラ、矢口真里、山田菜々、横澤夏子                                         |                                                        |
| 3  | 02月06日 | 川口春奈、神田うの、カンニング竹山、デヴィ夫人、ノブ（千鳥）、山田菜々                                                         |                                                        |
| 4  | 02月13日 | いとうあさこ、陣内智則、濱口優（よゐこ）、山田菜々、りゅうちぇる                                                               |                                                        |
| 5  | 02月20日 | 小峠英二（バイきんぐ）、テリー伊藤、中川大志、ノブ（千鳥）、東国原英夫、峯岸みなみ（AKB48）、山田菜々                          |                                                        |
| 6  | 02月27日 | 梅沢富美男、ノブ（千鳥）、山田菜々、山本美月                                                                                   |                                                        |
| 7  | 03月06日 | 池田美優、梅沢富美男、小沢一敬（スピードワゴン）、黒沢かずこ（森三中）、コロコロチキチキペッパーズ、ぺえ、堀田茜、山田菜々     |                                                        |
| 8  | 03月13日 | ウド鈴木（キャイ〜ン）、佐藤仁美、武井壮、ノブ（千鳥）、みやぞん（ANZEN漫才）、山田菜々                                        |                                                        |
| 9  | 03月20日 | アンミカ、小宮浩信（三四郎）、桜井日奈子、DJ KOO、山田菜々、吉木りさ                                                           |                                                        |
| 10 | 04月03日 | 愛沢えみり、国生さゆり、小峠英二（バイきんぐ）、斉藤アリス、住谷杏奈、山田菜々                                                 | 15分拡大（22:00 - 23:09）                              |
| 11 | 04月17日 | 泉里香、杉野遥亮、杉本彩、道端アンジェリカ、山田菜々、ゆんころ                                                                 | 22:30 - 23:24に放送。 （30分繰り下げ）                 |
| 12 | 04月24日 | あびる優・才賀紀左衛門、エハラマサヒロ、川崎希・アレクサンダー、キンタロー。、中尾彬・池波志乃、山田菜々                       | 22:15 - 23:09に放送。 （15分繰り下げ）                 |
| 13 | 05月01日 | 岡田結実、菊地亜美、たかの友梨、三戸なつめ、山田菜々                                                                           |                                                        |
| 14 | 05月08日 | アンミカ、ヴァニラ、村主章枝、濱田マリ、山田菜々                                                                               | 22:15 - 23:09に放送。 （15分繰り下げ）                 |
| 15 | 05月15日 | 梅宮万紗子、出川哲朗、はな、山田菜々、ゆんころ、ラブリ                                                                         |                                                        |
| 16 | 05月22日 | 紅蘭、ドン小西 / RIKA、華子、松本伊代、山田菜々                                                                                |                                                        |
| 17 | 05月29日 | 馬場典子、ひかぷぅ、柳ゆり菜、山田菜々、ゆりもり                                                                               |                                                        |
| 18 | 06月05日 | アンミカ、いとうまい子、川村エミコ（たんぽぽ）、橋本マナミ、藤田朋子、山田菜々                                                 |                                                        |
| 19 | 06月12日 | 西村知美、春香クリスティーン、山田菜々                                                                                         |                                                        |
| 20 | 06月19日 | えれな、河合秋奈（Chubbiness）、杉本彩、信江勇、バービー（フォーリンラブ）、mirei、山田菜々、ゆんころ、RENA                    |                                                        |
| 21 | 06月26日 | 小園凌央、馬場典子、藤田ニコル、山田菜々、吉田沙保里                                                                           | 22:15 - 23:09に放送。 （15分繰り下げ）                 |
| 22 | 07月17日 | 片寄涼太（GENERATIONS from EXILE TRIBE）、小園凌央、藤井サチ、間宮祥太朗、山田菜々                                             | 22:30 - 23:24に放送。 （30分繰り下げ）                 |
| 23 | 07月24日 | アンミカ、中川祐子、浜辺美波、mirei、山田菜々、YURIE                                                                           | 22:15 - 23:09に放送。 （15分繰り下げ）                 |
| 24 | 07月31日 | Iris、岡本真夜、平松愛理、藤田恵美、三秋里歩、渡瀬マキ（LINDBERG）                                                             |                                                        |
| 25 | 08月07日 | 小園凌央、鈴木亜美、ちいめろ、土屋アンナ、山田菜々、和田明日香                                                                 |                                                        |
| 26 | 08月14日 | Iris、伊藤羽仁衣、西原理恵子、鈴木奈々、高須克弥、中村誠生、山田菜々                                                           | 22:15 - 23:09に放送。 （15分繰り下げ）                 |
| 27 | 08月21日 | Iris、いかちゃん、大久保佳代子（オアシズ）、渋谷美穂、ダレノガレ明美、信江勇、福田萌子、水樹たま、山田菜々                     |                                                        |
| 28 | 08月28日 | IMALU、角川慶子、草刈麻有、小園凌央、五月千和加、團遥香、光浦靖子（オアシズ）、山田菜々                                        |                                                        |
| 29 | 09月04日 | AYA、香川沙耶、カンニング竹山、小園凌央、SHIHO、三秋里歩、美馬怜子                                                             |                                                        |
| 30 | 09月11日 | Iris、井上裕介（NON STYLE）、小倉優子、高橋真麻、Lina（MAX）、三秋里歩、森下千里                                               | 22:15 - 23:09に放送。 （15分繰り下げ）                 |
| 31 | 09月18日 | 太田真理子・Lara親子、小園凌央、白石さおり、土屋アンナ、ファンタジスタさくらだ、山田菜々                                       | 22:30 - 23:24に放送。 （30分繰り下げ）                 |
| 32 | 10月23日 | 神戸蘭子、工藤阿須加、小園凌央、白石さおり、はしのえみ、福田明日香、山田菜々、山田ローラ                                       | 22:45 - 翌0:19に放送。 （45分繰り下げの上、 40分拡大） |
| 33 | 10月30日 | Iris、ピカ子、本田望結、三秋里歩、村上佳菜子、梁愛美                                                                           | 22:15 - 23:09に放送。 （15分繰り下げ）                 |
| 34 | 11月06日 | アイリ、Iris、ダレノガレ明美、デヴィ夫人、平子理沙、山田菜々                                                                   |                                                        |
| 35 | 11月13日 | Iris、瑛茉ジャスミン、高嶋りえ子、中条あやみ、三秋里歩、結城アンナ                                                             |                                                        |
| 36 | 11月20日 | 市井紗耶香、おかもとまり、小園凌央、MALIA.、山田菜々                                                                           |                                                        |
| 37 | 11月27日 | あやまん監督（あやまんJAPAN）、小園凌央、白井孝依、橋本マナミ、ピカ子、山田菜々                                                |                                                        |
| 38 | 12月04日 | Iris、岡田紗佳、垣内りか、ちはる、藤井リナ、三秋里歩                                                                           |                                                        |
| 39 | 12月11日 | 小園凌央、SHIHO、平子理沙、山田菜々                                                                                            |                                                        |
| 40 | 12月18日 | 大桑マイミ、小園凌央、野村佑香、ファンタジスタさくらだ、三秋里歩                                                               |                                                        |
| 41 | 12月25日 | Iris、泉浩、小沢真珠、金子恵美、MINMI、山田菜々                                                                                | 22:15 - 23:09に放送。 （15分繰り下げ）                 |

## コーナー（特番時代から2017年2月27日放送分まで）
個人戦版
その回の出演者から選ばれた1人が挑戦。事前に一般人100人に挑戦者にまつわるイメージのアンケートを回答してもらい、その結果がどうだったかを当てる。
挑戦者は基本的にゲストから選ばれるがMC陣やレギュラーパネラーから選ばれることもある。
挑戦者は解答席のボタンを使い、自分の直観や他のゲストからの意見を参考に正解だと思う人数を予想。決定ボタンを押すことで最終決定となり、予想人数と正解が誤差前後10人以内であればクリア、それ以上の誤差だった場合は失敗となり、足元の床が抜け落下する。レギュラー版は誤差が15人以内→10人以内→5人以内と問題が進むにつれ少なくなる。
『ファイトグラフ』では自らにまつわるイメージ5つのクリアを目指す。「ズレ↓オチ」とレギュラー版では3問連続正解で賞金100万円獲得となる。また、最終的な結果に関わらず予想人数と正解が一致した場合はボーナスとして30万円獲得できる。
対決ズレオチ
1vs1の対決制で実施。対戦相手はその回の出演者の中で同じカテゴリーに属する芸能人から選ばれる。個人での挑戦時と同様、基本的にゲストから選ばれるがMC陣やレギュラーパネラーから選ばれることもある。
用意された「アンケートを聞いた対象」と事前に一般人100人に聞いた「質問内容」を基に、相手に勝っていると思うアンケート項目を交互に選び自分が何票入っているかを特番では口答で、レギュラー版では手元のボタンを使って予想し、決定ボタンを押すことで最終決定となる。そしてその質問結果の得票数がそのままポイントとなる。8問の中から3巡6問行い、総得票数の多かった方の勝利となり、負けた方は足元の床が抜け落下する。予想的中で特番では賞金10万円、レギュラー版では賞金30万円獲得となる。（レギュラー第2回は予想票数の前後5票以内であれば勝利時に10万円を獲得）

### かつて実施されていたコーナー
イメージランキング（特番時代のみ）
複数人の参加者がペア・チームとなって参戦。ある特定の人達に対し、あるイメージについてアンケートを行い、参加者を含むランキングが決定。その中の参加者以外の順位の高低を参考に、自分がどの位置に入るかを予想する。全員の予想が一致すれば賞金獲得（ランキング5人で30万円、10人で100万円）。ただし、1つでも外した場合はビリビリ電流によるお仕置き。

## スタッフ

### レギュラー版
- 構成：酒井健作、奥田泰、大平尚志、石毛義明、一場麻美／とちぼり元（一場・とちぼり→第8回 - ）
- ナレーター：大塚明夫
- テーマ曲：MlYAVl
- TP：深谷高史
- SW：河西純、宮本直也（週替り）
- CAM：宮本直也、茂木彰洋（週替り）
- VE：山下悠介
- MIX：片山勇、本間祥吾（週替り）
- LD：中田学、萩原小桃、富井泰良、岩岡正（週替り）
- 美術プロデューサー：小美野淳一
- 美術デザイン：岡嶋正浩
- 美術制作：松永陽登
- システム：石川富久
- CG：大森清一郎、小林貴雄
- 編集：真木伸彦、加藤宣久、邉見和子、小林佑、山峰由佳、押鐘慎司、楠田惣彦、田中宗一郎、渡辺周一、橋口愛、伊与田拓海、飯千洋祐（週替り）
- MA：赤川淳、吉村良太郎（週替り）
- 音響効果：クォンジンホ
- リサーチ：ビスポ
- 技術協力：ニューテレス、ティ・エル・シー、CRAZY TV、JinosoNic、turn up
- 美術協力：アックス
- 宣伝：佐藤英明、東田元（東田→第22回 - ）（共に関西テレビ）
- 編成：野村亙、川村徹也（川村→途中から）（共に関西テレビ）
- デスク：石野早織、佐原莉帆（佐原→第40回 - ）
- TK：TBG
- AD：西田良平、藤井美音、内藤恵子、西裕平、小杉拓巳、栗原悠太郎、江藤博文、田谷幸子、江﨑恵玲奈、内村貴徳、貝澤修世、高橋諒、山田麻莉、中村文、重見真貴
- AP：長野聡、石川好子、白木昌平
- ディレクター：市村智哉、青木祐太、関麻佑子、北村朋広、京田莉沙、後藤啓一、黒崎翔太郎、清田知宏、太田久美子、湯本健一郎、布澤達也、中山和樹、藤原将人、荒木志宜、松林里奈、境太資、松尾多喜二、山田翔太、水沼保和、渡辺大介、小崎市太郎、宮田亮廣
- 演出：渡部一貴、西川竜介、武田喜栄、成田真司、千頭浩隆、柳信也、矢川東哉、吉田憲祐
- 総合演出：渡辺将司
- プロデューサー：佐藤基、須山由佳子、渡邊正人、笠井彩、梅野麻美/乾充貴
- 制作協力：IVSテレビ制作
- 制作著作：関西テレビ

過去のスタッフ
- ナレーター：楠見尚己（楠見→第2、3回）、愛実（第3 - 4、6、10、11、13 - 15、18 - 回）、辻よしなり（第8回）
- データ放送：中島啓（関西テレビ）、ヒナリオ
- 宣伝：北村友香理（関西テレビ）
- AP：橋本孔一（橋本→第23回 - ）
- プロデューサー：南知宏（関西テレビ）、渡邊崇士（渡邊→第30回 - ）

### パイロット版
2016年7月5日放送分
- 構成：奥田泰、大平尚志
- ナレーター：鈴木英一郎、逸見友恵
- TP：深谷高史
- SW：宮本直也
- CAM：遠藤俊洋
- VE：山下義子
- MIX：片山勇
- LD：富井泰良
- 美術プロデューサー：小美野淳一
- デザイン：岡嶋正浩
- 美術制作：五十川弘一
- 美術協力：アックス
- システム：石川富久
- CG：大森清一郎
- 編集：後藤勝利、立木規之
- MA：木村亮允
- TK：池田美香
- 音響効果：クォン ジンホ
- 技術協力：ニユーテレス、ティ・エル・シー、IMAGICA、ジノ・ソニック
- 宣伝：北村友香理・阿久津奈美（関西テレビ）
- 編成：野村亙（関西テレビ）
- AD：江守あゆ美
- AP：山口芳枝（IVSテレビ制作）
- ディレクター：市村智哉（アズバーズ）、西田健一郎（IVSテレビ制作）
- 演出：渡部一貴（IVSテレビ制作）
- 総合演出：渡辺将司（IVSテレビ制作）
- プロデューサー：南知宏・長野聡（関西テレビ）、佐藤基・須山由佳子（IVSテレビ制作）
- 制作協力：IVSテレビ制作
- 制作著作：関西テレビ

## ネット局
| 放送対象地域   | 放送局                    | 系列           | 放送期間                 | 放送日時                     | 遅れ       |
| -------------- | ------------------------- | -------------- | ------------------------ | ---------------------------- | ---------- |
| 近畿広域圏     | 関西テレビ（KTV）         | フジテレビ系列 | 2017年1月23日 - 12月25日 | 月曜 22:00 - 22:54           | 制作局     |
| 北海道         | 北海道文化放送（uhb）     | フジテレビ系列 | 2017年1月23日 - 12月25日 | 月曜 22:00 - 22:54           | 同時ネット |
| 岩手県         | 岩手めんこいテレビ（mit） | フジテレビ系列 | 2017年1月23日 - 12月25日 | 月曜 22:00 - 22:54           | 同時ネット |
| 宮城県         | 仙台放送（OX）            | フジテレビ系列 | 2017年1月23日 - 12月25日 | 月曜 22:00 - 22:54           | 同時ネット |
| 秋田県         | 秋田テレビ（AKT）         | フジテレビ系列 | 2017年1月23日 - 12月25日 | 月曜 22:00 - 22:54           | 同時ネット |
| 山形県         | さくらんぼテレビ（SAY）   | フジテレビ系列 | 2017年1月23日 - 12月25日 | 月曜 22:00 - 22:54           | 同時ネット |
| 福島県         | 福島テレビ（FTV）         | フジテレビ系列 | 2017年1月23日 - 12月25日 | 月曜 22:00 - 22:54           | 同時ネット |
| 関東広域圏     | フジテレビ（CX）          | フジテレビ系列 | 2017年1月23日 - 12月25日 | 月曜 22:00 - 22:54           | 同時ネット |
| 長野県         | 長野放送（NBS）           | フジテレビ系列 | 2017年1月23日 - 12月25日 | 月曜 22:00 - 22:54           | 同時ネット |
| 新潟県         | 新潟総合テレビ（NST）     | フジテレビ系列 | 2017年1月23日 - 12月25日 | 月曜 22:00 - 22:54           | 同時ネット |
| 静岡県         | テレビ静岡（SUT）         | フジテレビ系列 | 2017年1月23日 - 12月25日 | 月曜 22:00 - 22:54           | 同時ネット |
| 富山県         | 富山テレビ（BBT）         | フジテレビ系列 | 2017年1月23日 - 12月25日 | 月曜 22:00 - 22:54           | 同時ネット |
| 石川県         | 石川テレビ（ITC）         | フジテレビ系列 | 2017年1月23日 - 12月25日 | 月曜 22:00 - 22:54           | 同時ネット |
| 福井県         | 福井テレビ（FTB）         | フジテレビ系列 | 2017年1月23日 - 12月25日 | 月曜 22:00 - 22:54           | 同時ネット |
| 中京広域圏     | 東海テレビ（THK）         | フジテレビ系列 | 2017年1月23日 - 12月25日 | 月曜 22:00 - 22:54           | 同時ネット |
| 島根県・鳥取県 | 山陰中央テレビ（TSK）     | フジテレビ系列 | 2017年1月23日 - 12月25日 | 月曜 22:00 - 22:54           | 同時ネット |
| 岡山県・香川県 | 岡山放送（OHK）           | フジテレビ系列 | 2017年1月23日 - 12月25日 | 月曜 22:00 - 22:54           | 同時ネット |
| 広島県         | テレビ新広島（tss）       | フジテレビ系列 | 2017年1月23日 - 12月25日 | 月曜 22:00 - 22:54           | 同時ネット |
| 愛媛県         | テレビ愛媛（EBC）         | フジテレビ系列 | 2017年1月23日 - 12月25日 | 月曜 22:00 - 22:54           | 同時ネット |
| 高知県         | 高知さんさんテレビ（KSS） | フジテレビ系列 | 2017年1月23日 - 12月25日 | 月曜 22:00 - 22:54           | 同時ネット |
| 福岡県         | テレビ西日本（TNC）       | フジテレビ系列 | 2017年1月23日 - 12月25日 | 月曜 22:00 - 22:54           | 同時ネット |
| 佐賀県         | サガテレビ（STS）         | フジテレビ系列 | 2017年1月23日 - 12月25日 | 月曜 22:00 - 22:54           | 同時ネット |
| 長崎県         | テレビ長崎（KTN）         | フジテレビ系列 | 2017年1月23日 - 12月25日 | 月曜 22:00 - 22:54           | 同時ネット |
| 熊本県         | テレビくまもと（TKU）     | フジテレビ系列 | 2017年1月23日 - 12月25日 | 月曜 22:00 - 22:54           | 同時ネット |
| 鹿児島県       | 鹿児島テレビ（KTS）       | フジテレビ系列 | 2017年1月23日 - 12月25日 | 月曜 22:00 - 22:54           | 同時ネット |
| 沖縄県         | 沖縄テレビ（OTV）         | フジテレビ系列 | 2017年1月23日 - 12月25日 | 月曜 22:00 - 22:54           | 同時ネット |
| 青森県         | 青森放送（RAB）           | 日本テレビ系列 | 2017年7月7日 - 不明      | 金曜 0:57 - 1:54（木曜深夜） | 遅れネット |

ネット配信
| 配信元 | 更新日時        | 備考                 |
| ------ | --------------- | -------------------- |
| GYAO!  | 水曜 10:00 更新 | 最新話限定で無料配信 |

## 備考
- 改編期はフジテレビまたは自社制作のスペシャル番組が放送されることが多く[注 19]、当番組の拡大版が放送されたのは2017年4月3日放送分と10月23日放送分の2回にとどまった。
- 当初は前番組と同様にジャニーズをメインとした番組になる案があったが、後に同時間帯にTBSが関ジャニ∞をメインとした『ペコジャニ∞!』が放送開始されため立ち消えとなった。